# Грехова, Евдокия Исаевна
Евдоки́я Иса́евна Гре́хова (1907—1992) — новатор сельского хозяйства, бригадир-животновод племхоза «Караваево» Костромского района Костромской области.
Дважды Герой Социалистического Труда (1948, 1951).

## Биография
Родилась 10 (23) февраля 1907 года в селе Порфировка. Русская.
В 1927 году семья уехала в пос. Караваево недалеко от Костромы.
В 1927—1936 Евдокия Грехова работала дояркой в племхозе «Караваево». В 1936—1961 годах — бригадир-животновод того же племхоза.
в 1948 году получила по группе из 24 коров в среднем по 6859 кг молока, в 1950 г. от 44 коров по 7178 кг молока.
Член КПСС с 1941 года.
С 1962 года на пенсии, жила в поселке Караваево, ставшим её второй родиной.
Умерла 31 марта 1992 года, похоронена на кладбище деревни Поддубное.

## Награды
- Дважды Герой Социалистического Труда:
  - 25.08.1948 и 03.12.1951 — за высокие показатели в животноводстве.
- Награждена пятью орденами Ленина, орденом «Знак почёта», медалями СССР, медалями ВСХВ, в том числе двумя Малыми золотыми и Малой серебряной.

## Память
В 1963 году в посёлке Караваево была открыта Аллея дважды Героев Социалистического Труда, среди шести бюстов есть памятник Евдокии Греховой.

## Комментарии
1. ↑  Порфировка[3], относившаяся к Спасскому уезду, не сохранилась; ныне — территория Спасского района Республики Татарстан.